# MAVEN
MAVEN (zkratka z anglického názvu Mars Atmosphere and Volatile Evolution) je planetární sonda navržena k výzkumu atmosfér Marsu. Sonda má hmotnost 4,5 tuny a na svou cestu k Marsu byla vyslána v pondělí 17. listopadu 2013 agenturou NASA. Sonda byla navedena na eliptickou orbitu (s maximem 6 200 km a minimem 150 km nad povrchem) Marsu 22. září 2014.

## Popis sondy

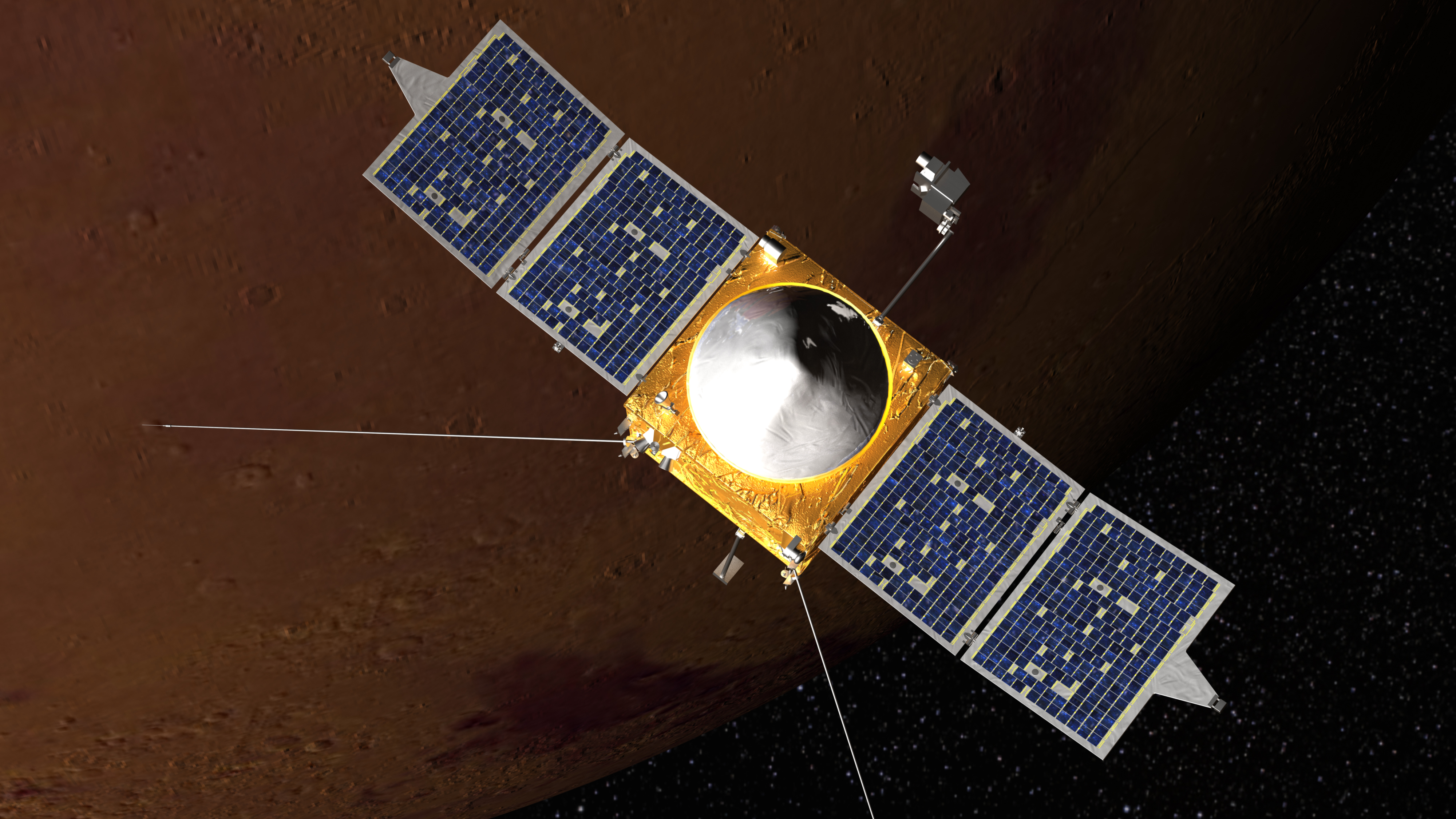
Umělecká představa sondy MAVEN ve vesmíru

Samotná sonda byla postavena a testována společností Lockheed Martin Space Systems. Cena projektu je 671 milionů dolarů. Její návrh vychází z předchozích sond Mars Reconnaissance Orbiter a Mars Odyssey. Těleso sondy tvoří hranol o velikosti 2,3×2,3×2 metry se dvěma solárními panely na stranách, na jejichž koncích jsou umístěny magnetometry. S nimi dosahuje sonda celkové délky 11,4 metru. Komunikační systém byl sondě dodán od Jet Propulsion Laboratory, jeho přenosová kapacita dosahuje 10 Mibit/s, nicméně výrazně eliptická orbita sondy bude snižovat rychlost přenosu.

## Historie
Mise byla vybrána komisí NASA k realizaci 15. září 2008, jakožto mise pro rok 2013 z řady Mars Scout.

## Cíl mise
Od roku 2014 sonda provádí s pomocí svých přístrojů průzkum horních vrstev již nepatrné atmosféry a pomoci tak získat další informace o historii planety. K planetě dolétla v září 2014. Oblétat ji bude ve výškách od 125 do 6 100 km.

## Průběh letu

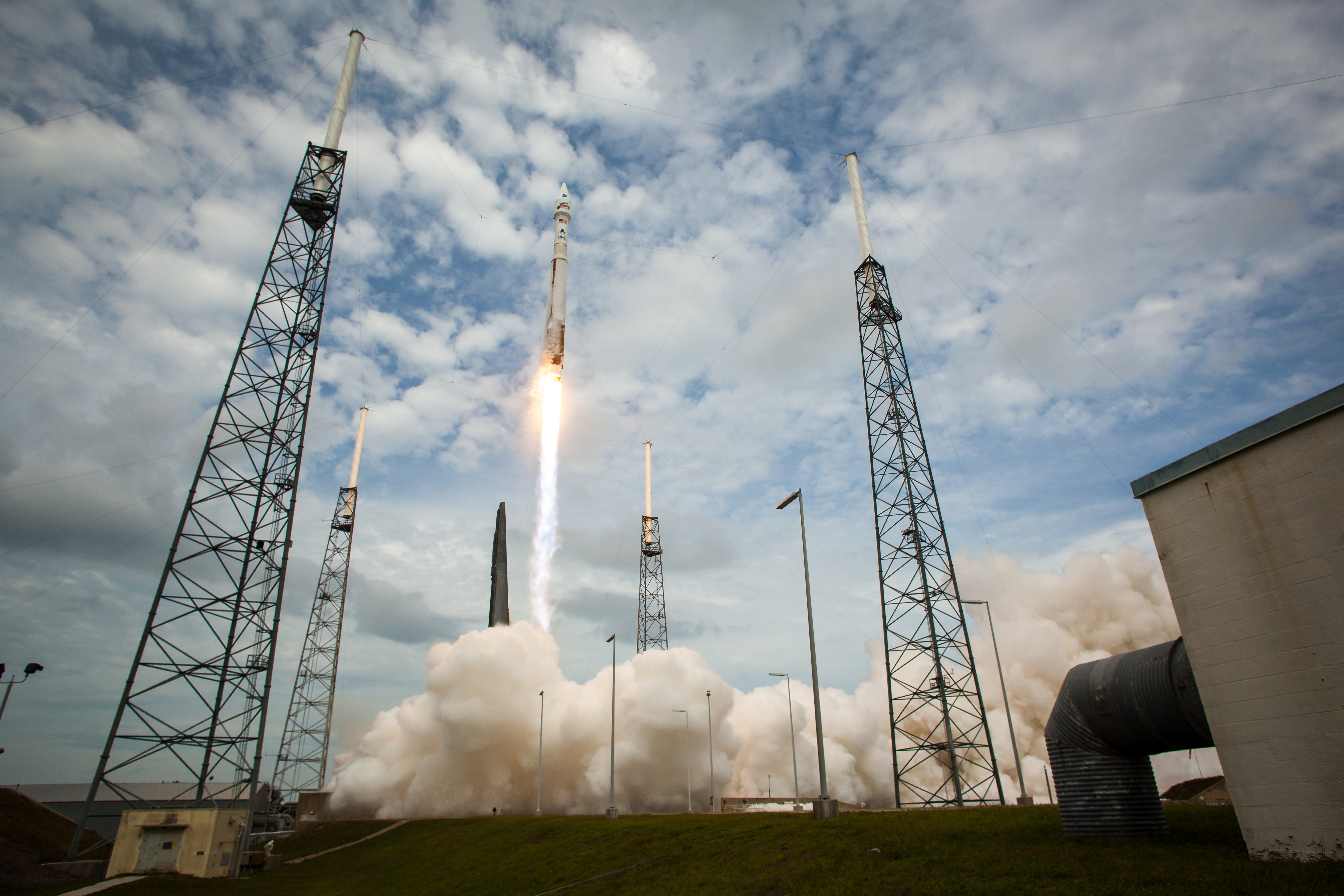
Start rakety Atlas V se sondou MAVEN

Start byl uskutečněn raketou Atlas V z floridského kosmodromu Mys Canaveral v pondělí 17. listopadu 2013 večer.
Na oběžnou dráhu Marsu se sonda dostala 22. září 2014, přibližně 2 dny před příletem indické sondy Mangalaján.